# Naoya Okane
Naoya Okane (født 19. april 1988) er en japansk fodboldspiller.
Han har spillet for flere forskellige klubber i sin karriere, herunder Shimizu S-Pulse, Montedio Yamagata, Tochigi SC og FC Gifu.